# Phare de Cabo Vidío
Le phare de Cabo Vidío (Faru de Vidíu en asturien) est un phare situé sur Cabo Vidio, dans la paroisse civile d'Oviñana de la commune de Cudillero , dans la province des Asturies en Espagne.
Il est géré par l'autorité portuaire d'Avilés.

## Histoire
En 1942, et après un très grand nombre de naufrages dans la zone de Cabo Vidio et des îlots proches, il est décidé d'établir un phare sur les falaises de la pointe nord. Il est construit à partir de 1948 et mis en service en 1950. C'est une tour cylindrique en pierre, avec galerie et lanterne, attachée à un bâtiment technique d'un étage. Seule la tour est peinte en blanc.
En 1951, une sirène électrique avec une portée de 5 milles est mise en service. Elle émet, en code Morse, la lettre V (... -) toutes les 60 secondes.
Le phare est érigé à environ 8 km à l'ouest de Cudillero. Il émet, à une hauteur focale de 101 m au-dessus du niveau de la mer, un rayon lumineux blanc visible jusqu'à 25 milles nautiques (environ 40 km), toutes les 5 secondes.
Identifiant : ARLHS : SPA055 ; ES-02510 - Amirauté : D1641 - NGA : 2280.
|          |
| Le phare |

|            |
| Cabo Vidio |